# یون لینگ
یون لینگ (انگلیسی: John Lyng؛ زاده ۲۲ اوت ۱۹۰۵ – درگذشته ۱۸ ژانویهٔ ۱۹۷۸) یک سیاست‌مدار اهل نروژ بود.